# Francesco Bacchiacca
Francesco d'Ubertino Verdi, kallad Bacchiacca, född 1 mars 1494 i Florens, död 5 oktober 1557 i Florens, var en italiensk målare under renässansen och manierismen.

## Biografi
Francesco Bacchiacca gick i lära hos Perugino. Omkring år 1515 inledde han samarbetade med Andrea del Sarto, Jacopo Pontormo och Francesco Granacci för en cassone och en spalliera åt Pierfrancesco Borgherini och Margherita Acciauoli. Bacchiacca utförde en rad predellor och kabinettstycken, men även större altarmålningar som Johannes Döparens halshuggning.

## Bilder
| - Johannes Döparens halshuggning. - Den helige Sebastian. |